# Maxillaria lepidota
Maxillaria lepidota är en orkidéart som beskrevs av John Lindley. Maxillaria lepidota ingår i släktet Maxillaria och familjen orkidéer. Inga underarter finns listade i Catalogue of Life.